# Audrey Assad
Audrey Nicole Assad (1º luglio 1983) è una cantautrice statunitense.

## Discografia
- 2008 - Firefly (EP)
- 2010 - For Love of You (EP)
- 2010 - The House You're Building
- 2011 - iTunes Live from SoHo
- 2012 - Heart
- 2013 - Fortunate Fall
- 2014 - O Happy Fault (EP)
- 2014 - Death Be Not Proud (EP)
- 2016 - Inheritance
- 2018 - Evergreen